# ساركومة ليفية عضلية منخفضة الدرجة
الساركومة الليفية العضلية منخفضة الدرجة (إل جي إم إس) هي نوع فرعي من الأورام اللحمية الخبيثة. كما هو معروف حاليًا، وصف مينتسل وآخرون الساركومة الليفية العضلية منخفضة الدرجة لأول مرة عام 1998 على أنها ورم عضلي ليفي نادر غير نموذجي (أي أنها تتكون من خلايا تجمع بين الخصائص المجهرية للخلايا الليفية وخلايا العضلات الملساء). قُسمت الساركومات الليفية العضلية إلى الساركومة الليفية العضلية منخفضة الدرجة، والساركومة الليفية العضلية الليفية متوسطة الدرجة، والساركومة الليفية العضلية عالية الدرجة، (والتي يُطلق عليها أيضًا مصطلحا الساركومة متعددة الأشكال غير المتمايزة والساركومة الليفية العضلية متعددة الأشكال، وسُميت سابقًا ورم المنسجات الليفي الخبيث) وذلك بناءً على الخصائص الشكلية المجهرية والنمط الظاهري المناعي. تصنف منظمة الصحة العالمية (2020) نوعي الساركومة، وهما الليفية العضلية منخفضة الدرجة ومتوسطة الدرجة، معًا في فئة الأورام الليفية والليفية العضلية المتوسطة (ذات الانتقالات النادرة). تصنف منظمة الصحة العالمية (2020) الساركومة الليفية العضلية عالية الدرجة (يُفضل تسميتها بالساركومة متعددة الأشكال غير المتمايزة) على أنها ورم في الأنسجة الرخوة يقع ضمن فئة الأورام غير مؤكدة التمايز. يتبع البند التالي تصنيف منظمة الصحة العالمية: هنا، تشمل الساركومة الليفية العضلية منخفضة الدرجة النوع متوسط الدرجة أيضًا دوناَ عن النوع عالي الدرجة، إذ إن الساركومة عالية الدرجة أكثر عدوانية وانتقالًا من الساركومة الليفية العضلية منخفضة الدرجة، وتحوي خلايا ذات أصل غير مؤكد.
تكون أورام الساركومة الليفية العضلية منخفضة الدرجة غير مؤلمة عادةً، وتتشكل في: 1) الأنسجة تحت الجلد، أي الطبقة السفلية من الجلد؛ 2) تحت المخاطية، أي الطبقة الرقيقة من الأنسجة الواقعة أسفل الأغشية المخاطية المبطن للسبل مثل الجهاز الهضمي والجهاز التنفسي والجهاز البولي التناسلي؛ 3) العضلات، 4) العظام. تظهر الأورام عند البالغين في منتصف العمر عادةً (بمتوسط يُقدر بنحو 40 عامًا)، ولكنها شُخصت في جميع الفئات العمرية. تعاود الأورام الظهور في مواقع إزالتها جراحيًا أغلب الأحيان، وقد تنتقل إلى العقد الليمفاوية القريبة والأنسجة البعيدة.
تُعالج الساركومة الليفية العضلية منخفضة الدرجة عادةً عن طريق الاستئصال الجراحي للورم مع جميع خلاياه، لأنها تزيد من احتمالية عودة الورم في موقع إزالته إذا لم تُستأصل. تظهر أورام الساركومة الليفية العضلية منخفضة الدرجة عادةً حساسية قليلة أو معدومة تجاه العلاج الإشعاعي والكيميائي.

## التظاهرات
تظهر الساركومة الليفية العضلية منخفضة الدرجة على شكل أورام مفردة يتراوح حجمها بين 0.4 و24 سم في ثلاث دراسات لمراجعة الإنتاج الفكري. في دراسة أخرى، كان 103 أفراد ممن شُخصت إصابتهم بالساركومة الليفية العضلية منخفضة الدرجة ضمن مجال عمري بين 2-75 عامًا (بمتوسط بلغ 43 عامًا) وكانت نسبة 12.6% منهم بعمر أقل من 18 عامًا، و65.1% منهم بعمر بين 18 و60 عامًا، و22.3% منهم أكبر من 60 عامًا. توضعت نسبة 82% من أورام الساركومة الليفية العضلية منخفضة الدرجة في الأنسجة الرخوة (28.2% في الأغشية المخاطية، و21.8% في العضلات، و19.2% في الجلد، و12.9% في الأنسجة الرخوة الأخرى)، وظهر 18% منها في العظام. على وجه العموم، ظهرت نسبة 51.5% من الأورام في منطقتي الرأس والعنق (كان اللسان أكثر المناطق إصابة، تلتها الحنجرة واللثة والفك السفلي والوجه والجمجمة وقناة الأذن)، و25.2% في الجذع، و23.3% في الذراع أو الساق. عُثر على إصابة عظمية في عظم الفخذ والفكين السفلي والعلوي وقصبة الساق، وظهرت الإصابة في إحدى الحالات في الحنك الصلب والعجز. في تقارير أخرى، تبين حدوث الأورام في الغشاء المخاطي للفم وفي الشفة والمغبن والأمعاء الدقيقة والثرب الأكبر أو الثرب الأصغر (لم يُحدد أي منهما المقصود) والقلب والحجاج (عند رضيع يبلغ من العمر 11 شهرًا) وجدار الصدر أو الثدي. تتظاهر الساركومة نموذجيًا على شكل كتل بطيئة النمو وغير مؤلمة، ولكن قد يعاني بعض المصابين من كتل مؤلمة تحت الجلد أو تحت المخاطية (أبلغ 16 من أصل 50 فردًا عن الألم في إحدى الدراسات الرجعية). ظهرت حالات نادرة من أورام الساركومة الليفية العضلية منخفضة الدرجة تحت المخاطية ذات أعراض أكثر خطورة مثل انسداد الأمعاء الجزئي بسبب الأورام داخل البطن، وضيق التنفس والخفقان بسبب الأورام في القلب، وصعوبة في البلع والتنفس بسبب أورام الحنجرة، والألم البطني بسبب أورام البنكرياس. أجريت دراسة على 96 فردًا شُخصت إصابتهم بالساركومة الليفية العضلية منخفضة الدرجة لأول مرة، ووُجد أن 51% لديهم مرض موضعي، و25% لديهم مرض ناحي، و15.6% لديهم نقائل إلى الغدد الليمفاوية الموضعية، و8.3% لديهم نقائل بعيدة. (في الدراسة التي أُجريت على 103 أفراد، كان معدل النقائل البعيدة نحو 4.4%). أُبلغ عن حدوث نقائل في مواقع مختلفة منها الرئتان وغشاء الجنب والعقد الليمفاوية والعظام وتجويف الصدر وتجويف البطن والصفاق والقلب والدماغ والحبل الشوكي.